# Ingeberga de Cerdaña
Ingeberga (Vic, 976 - 26 de marzo de 1049) fue la última abadesa del Monasterio de San Juan de las Abadesas.

## Biografía
Fue la última abadesa de San Juan de las Abadesas, monasterio que fundó en el año 887 Wifredo el Velloso para su hija Emma de Barcelona. Ingeberba ocupó el cargo entre los años 996 y 1017. Parece ser que su padre, Oliba Cabreta, arrepentido de todos los pecados que había cometido a lo largo de su vida, lo dejó todo preparado para que su hija bastarda, que había tenido con la mujer de Ermemir, vicario del castillo de Besora, entrara en San Juan. Al asumir el cargo, con 20 años, substituía a la abadesa Fredeburga. Su dote fue la aldea de Taillet, en el Vallespir.
La ambición política y expansionista de Bernardo I de Besalú, su hermanastro por parte de padre, que aspiraba a tener una diócesis dentro de sus territorios, actuó hasta el punto de echar a las monjas. Aprovechando los rumores que circulaban, ciertos o no, sobre la falta de moralidad de las religiosas, en general, y de su abadesa, en particular, buscó todo tipo de ayudas para echarlas.
El escándalo llegó a Roma, y Benedicto VIII instó a Ingeberga a presentarse allí para responder a las acusaciones de las cuales era protagonista. No lo hizo y fue declarada en rebeldía. El 26 de enero de 1017 aparece una bula en la que se determina la expulsión de las monjas de San Juan y se establece la ocupación del edificio por monjes de Aquisgrán. La comunidad femenina fue repartida entre los monasterios de San Pedro de las Puellas, de Barcelona, y el de San Daniel, en Gerona. Ingeberga se retiró a Vic, donde falleció. En el necrologio del monasterio de San Juan quedó constanciaː "El día séptimo antes de las calendas de abril, en el palacio episcopal de Vic falleció Ingeberga, de buen recuerdo, abadesa del monasterio. Insigne en virtudes, soportó pacientemente la persecución a causa de la justicia".